# تپه قلعه روستای حسن
تپه قلعه روستای حسن مربوط به دوره قاجار است و در شهرستان رباط کریم، بخش مرکزی، روستای ده حسن واقع شده و این اثر در تاریخ ۱۶ شهریور ۱۳۸۳ با شمارهٔ ثبت ۱۱۰۶۸ به‌عنوان یکی از آثار ملی ایران به ثبت رسیده است.